# Agnes Petersen
Agnes Petersen (właśc. Agnes Petersen-Mozżuchinowa, ur. 21 kwietnia 1906 w Danii, zm. 1 września 1973) – duńska aktorka filmu niemego.

## Życiorys
Zaczynała karierę w 1924 roku w Danii, od 1926 grała w Niemczech i Francji. Grała w niemych filmach produkcji duńskiej, niemieckiej i francuskiej.
W Berlinie, pod koniec lat dwudziestych, poślubiła znanego rosyjskiego aktora Iwana Mozżuchina (Mosjukin, Mozzhukhin) i odtąd posługiwała się nazwiskiem Petersen-Mozżuchinowa. W 1930 roku zagrała w polskim filmie Michała Waszyńskiego Kult ciała. W tym samym roku zagrała jeszcze w szwedzkim filmie Den Farliga leken.
Jej dalsze losy są nieznane.  

## Filmografia
- 1924: Ole Opfinders Offer – reż. Lau Lauritzen Sr.
- 1924: Raske Riviera-Rejsende – reż. Lau Lauritzen Sr.
- 1925: Den store magt – reż. August Blom
- 1926: Schwiegersöhne – reż. Hans Steinhoff
- 1927: Dr. Bessels Verwandlung – reż. Richard Oswald
- 1927: Die Gefangene von Shanghai – reż. Géza von Bolváry
- 1928: Frauenarzt Dr. Schäfer – reż. Jakob Fleck, Luise Fleck
- 1928: Geheimnisse des Orients (Secrets of the Orient) – reż. Aleksandr Volkov
- 1928: Hrích – reż. Carl Lamac
- 1928: Der geheime Kurier (The Secret Courier) – reż. Gennaro Righelli
- 1930: Kult ciała – reż. Michał Waszyński, jako Hanka Złotopolska
- 1930: Den Farliga leken – reż. Gustaf Bergman